# Letni Puchar Juniorów w narciarstwie alpejskim mężczyzn 2024
Letni Puchar Juniorów w narciarstwie alpejskim mężczyzn w sezonie 2024 to kolejna edycja tej imprezy. Cykl rozpoczął się 24 maja 2024 r. w niemieckim Neudorf, natomiast ostatnie zmagania sezonu zorganizowano w dniach 13–15 września tego samego roku we włoskim Sauris. 
Obrońcą pucharu był Austriak Sebastian Posch. Tym razem najlepszy okazał się Włoch Andrea Iori.

## Podium zawodów
| Lp.                                                                                 | Data             | Miejscowość                            | Konkurencja     | 1. miejsce                 | 2. miejsce                 | 3. miejsce                 |
| ----------------------------------------------------------------------------------- | ---------------- | -------------------------------------- | --------------- | -------------------------- | -------------------------- | -------------------------- |
| 1.                                                                                  | 24 maja 2024     | Neudorf                                | Supergigant     | Aleš Knor                  | Valentin Lemp-Pfannenstill | Nicolò Pettini             |
| 2.                                                                                  | 25 maja 2024     | Neudorf                                | Slalom          | Andrea Iori                | Aleš Knor                  | Josef Jelínek              |
| 3.                                                                                  | 26 maja 2024     | Neudorf                                | Gigant          | Andrea Iori                | Aleš Knor                  | Jakub Adámek               |
| 4.                                                                                  | 7 czerwca 2024   | Vrinnevibacken Norrköping              | Slalom          | Nathan Seganti             | Andrea Iori                | Valentin Lemp-Pfannenstill |
| 5.                                                                                  | 9 czerwca 2024   | Vrinnevibacken Norrköping              | Slalom          | Andrea Iori                | Nathan Seganti             | Leopold Schön              |
| 6.                                                                                  | 14 czerwca 2024  | Schwarzenbach/St. Veit                 | Supergigant     | Andrea Iori                | Valentin Lemp-Pfannenstill | Leopold Schön              |
| 7.                                                                                  | 15 czerwca 2024  | Schwarzenbach/St. Veit                 | Gigant          | Andrea Iori                | Aleš Knor                  | Valentin Lemp-Pfannenstill |
| 8.                                                                                  | 16 czerwca 2024  | Schwarzenbach/St. Veit                 | Slalom          | Andrea Iori                | Leopold Schön              | Nathan Seganti             |
| 9.                                                                                  | 6 lipca 2024     | Jasenská Dolina                        | Slalom          | Alex Galler                | Michael Bertagno           | Valentin Lemp-Pfannenstill |
| 10.                                                                                 | 7 lipca 2024     | Jasenská Dolina                        | Gigant          | Andrea Iori                | Michael Bertagno           | Valentin Lemp-Pfannenstill |
| Letnie Mistrzostwa Świata Juniorów w Narciarstwie Alpejskim 2024 (24–27 lipca 2024) |                  |                                        |                 |                            |                            |                            |
| 11.                                                                                 | 24 lipca 2024    | Orlické Záhoří                         | Supergigant     | Andrea Iori                | Roberto Cerentin           | Michael Bertagno           |
| 12.                                                                                 | 25 lipca 2024    | Orlické Záhoří                         | Superkombinacja | Andrea Iori                | Aleš Knor                  | Václav Knor                |
| 13.                                                                                 | 26 lipca 2024    | Orlické Záhoří                         | Slalom          | Andrea Iori                | Aleš Knor                  | Michael Bertagno           |
| 14.                                                                                 | 27 lipca 2024    | Orlické Záhoří                         | Gigant          | Andrea Iori                | Leopold Schön              | Aleš Knor                  |
| 15.                                                                                 | 24 sierpnia 2024 | Tambre (BL)                            | Supergigant     | Aleš Knor                  | Andrea Iori                | Nicolò Pettini             |
| 16.                                                                                 | 31 sierpnia 2024 | Pellegrino Parmense-Salsomaggiore (PR) | Gigant          | Andrea Iori                | Valentin Lemp-Pfannenstill | Nicolò Pettini             |
| 17.                                                                                 | 1 września 2024  | Pellegrino Parmense-Salsomaggiore (PR) | Slalom          | Valentin Lemp-Pfannenstill | Aleš Knor                  | Michael Bertagno           |
| 18.                                                                                 | 13 września 2024 | Sauris (UD)                            | Gigant          | Andrea Iori                | Leopold Schön              | Jakub Adámek               |
| 19.                                                                                 | 14 września 2024 | Sauris (UD)                            | Slalom          | Nathan Seganti             | Michael Bertagno           | Nicolò Pettini             |
| 20.                                                                                 | 15 września 2024 | Sauris (UD)                            | Supergigant     | Aleš Knor                  | Andrea Iori                | Nicolò Pettini             |

## Klasyfikacje
| Lp. | Zawodnik                   | Punkty |
| --- | -------------------------- | ------ |
| 1.  | Andrea Iori                | 1590   |
| 2.  | Aleš Knor                  | 1104   |
| 3.  | Valentin Lemp-Pfannenstill | 794    |
| 4.  | Nicolò Pettini             | 770    |
| 5.  | Nathan Seganti             | 735    |
| 6.  | Michael Bertagno           | 645    |
| 7.  | Roberto Cerentin           | 617    |
| 8.  | Leopold Schön              | 586    |
| 9.  | Jakub Adámek               | 582    |
| 10. | Bryan Agostini             | 468    |

| Lp. | Zawodnik                    | Punkty |
| --- | --------------------------- | ------ |
| 1.  | Nathan Seganti              | 503    |
| 2.  | Andrea Iori                 | 480    |
| 3.  | Aleš Knor                   | 340    |
| 4.  | Valentin Lemp-Pfannenstill  | 299    |
| 5.  | Michael Bertagno            | 280    |
| 6.  | Nicolò Pettini              | 258    |
| 7.  | Roberto Cerentin            | 231    |
| 8.  | Leopold Schön               | 226    |
| 9.  | Sebastian Lemp-Pfannenstill | 187    |
| 10. | Alex Galler                 | 182    |

| Lp. | Zawodnik                   | Punkty |
| --- | -------------------------- | ------ |
| 1.  | Andrea Iori                | 600    |
| 2.  | Aleš Knor                  | 310    |
| 3.  | Jakub Adámek               | 292    |
| 4.  | Valentin Lemp-Pfannenstill | 266    |
| 5.  | Nicolò Pettini             | 227    |
| 6.  | Leopold Schön              | 210    |
| 7.  | Michael Bertagno           | 165    |
| 8.  | Bryan Agostini             | 156    |
| 9.  | Alex Galler                | 154    |
| 10. | Roberto Cerentin           | 133    |

| Lp. | Zawodnik                   | Punkty |
| --- | -------------------------- | ------ |
| 1.  | Andrea Iori                | 410    |
| 2.  | Aleš Knor                  | 374    |
| 3.  | Nicolò Pettini             | 261    |
| 4.  | Valentin Lemp-Pfannenstill | 229    |
| 5.  | Roberto Cerentin           | 217    |
| 6.  | Bryan Agostini             | 166    |
| 7.  | Michael Bertagno           | 150    |
| 8.  | Jakub Adámek               | 144    |
| 9.  | Václav Knor                | 120    |
| 10. | Leopold Schön              | 105    |

| Lp. | Zawodnik         | Punkty |
| --- | ---------------- | ------ |
| 1.  | Andrea Iori      | 100    |
| 2.  | Aleš Knor        | 80     |
| 3.  | Václav Knor      | 60     |
| 4.  | Michael Bertagno | 50     |
| 5.  | Leopold Schön    | 45     |
| 6.  | Jakub Adámek     | 40     |
| 7.  | Roberto Cerentin | 36     |
| 8.  | Pavel Ivánek     | 32     |
| 9.  | Alex Galler      | 29     |
| 10. | Bryan Agostini   | 26     |